# Тетерану (комуна)
Тетерану (рум. Tătăranu) — комуна у повіті Вранча в Румунії. До складу комуни входять такі села (дані про населення за 2002 рік):
- Бордяска-Веке (1907 осіб)
- Бордяска-Ноуе (474 особи)
- Вижийтоаря (303 особи)
- Мертінешть (732 особи)
- Тетерану (1494 особи)

Комуна розташована на відстані 153 км на північний схід від Бухареста, 23 км на південний схід від Фокшан, 56 км на захід від Галаца, 134 км на схід від Брашова.

## Населення
За даними перепису населення 2002 року у комуні проживали 4910 осіб. Усі жителі комуни рідною мовою назвали румунську.
Національний склад населення комуни:
| Національність | Кількість осіб | Відсоток |
| -------------- | -------------- | -------- |
| румуни         | 4892           | 99,6%    |
| цигани         | 18             | 0,4%     |

Склад населення комуни за віросповіданням:
| Релігія       | Кількість осіб | Відсоток |
| ------------- | -------------- | -------- |
| православні   | 4863           | 99,0%    |
| лютерани      | 40             | 0,8%     |
| п'ятдесятники | 5              | 0,1%     |
| бретрени      | 2              | < 0,1%   |